# MTV Europe Music Award al miglior artista europeo
L'MTV Europe Music Award al miglior artista europeo (MTV Europe Music Award for Best European Act) è stato uno dei premi principali degli MTV Europe Music Awards, assegnato dal 2008 al 2015.

## Albo d'oro

### Anni 2000
| Anno | Vincitore  | Nominati                                           |
| ---- | ---------- | -------------------------------------------------- |
| 2008 | Emre Aydın | - Finley - Dima Bilan - Leona Lewis - Shiri Maimon |
| 2009 | maNga      | - Deep Insight - Lost - Doda - Dima Bilan          |

### Anni 2010
| Anno | Vincitore                               | Nominati |
| ---- | --------------------------------------- | --- |
| 2010 | Marco Mengoni                           | - Afromental - Dima Bilan - Enrique Iglesias - Inna |
| 2011 | Lena                                    | - Adele - Alexandra Stan - Atiye Deniz - Aurea - Ben Saunders - Charlie Straight - Compact Disco - DEUS - Dubioza Kolektiv - Eva & the Heartmaker - Ewa Farna - Gimma - La Fouine - Lauri Ylönen - Mark F. Angelo featuring Shaya - Medina - Modà - Njuša - Russian Red - Sirena - Swedish House Mafia - The Young Professionals |
| 2012 | Dima Bilan                              | - 30Y - Afrojack - Alloise - Aurea - DJ Antoine - Emis Killa - Erik & Kriss - Loreen - Majk Spirit - Medina - Milow - Monika Brodka - Ninet Tayeb - / One Direction - Robin - Shaka Ponk - Tim Bendzko - Vegas - Vunk - Who See - The Zombie Kids                                                                                |
| 2013 | Bednarek (Europa orientale)             | - Frenkie - Celeste Buckingham - Ivan and the Parazol - The Ultras - Smiley - Zemfira |
| 2013 | One Direction (Europa settentrionale)   | - Jimilian - Isac Elliot - Admiral P - Avicii |
| 2013 | Lena (Europa centrale)                  | - Stromae - Bastian Baker - Kensington |
| 2013 | Marco Mengoni (Europa meridionale)      | - Auryn - Filipe Pinto - Demy - Shaka Ponk |
| 2014 | Dawid Kwiatkowski (Europa orientale)    | - Njuša - Van Gogh - Tripl featuring Meital de Razon - Andra |
| 2014 | One Direction (Europa settentrionale)   | - Adelén - The Fooo - Christopher - Isac Elliot |
| 2014 | Revolverheld (Europa centrale)          | - Dimitri Vegas & Like Mike - Sinplus - Kensington |
| 2014 | Alessandra Amoroso (Europa meridionale) | - Vegas - David Carreira - Enrique Iglesias - Shaka Ponk |
| 2015 | Marco Mengoni                           | - Agir - Astrid S - Black M - Daniel Kajmakoski - Dimitri Vegas & Like Mike - Eliad - Giorgias Mazonakis - Inna - JVG - Kensington - Lena - Little Mix - Lukas Graham - Margaret - MBAND - Stefanie Heinzmann - Sweet California - The Fooo Conspiracy                                                                           |